# Vejcoživorodost
Vejcoživorodost, respektive ovoviviparie, je způsob rozmnožování řady skupin živočichů. Vejce se vyvíjejí v těle matky a líhnou se těsně před porodem, v jeho průběhu nebo vzápětí. Matka vyvíjejícím se vejcím poskytuje chráněné prostředí, nikoli však výživu či jinou metabolickou pomoc.

## Zástupci
Vejcoživorodost je obvyklá u řady bezobratlých, paryb, ryb, obojživelníků i plazů. Typicky vejcoživorodé jsou ryby podčeledi Poecilinae, často chované v akváriích. Jejich jikry se líhnou před porodem v těle matky, ale někdy se líhnutí dokončí až těsně po porodu. V české přírodě je z plazů vejcoživorodá například ještěrka živorodá, slepýš křehký a užovka hladká. Často se jako vejcoživorodá uvádí i zmije obecná, ale u ní se o pravou vejcoživorodost nejedná, neboť matka zárodky vyživuje přes primitivní placentu (typu chorio-allantois). Jedná se tedy spíše o přechod k pravé živorodosti, jaká je známa u savců. Obsah živin ve vejcích zmije je však pravděpodobně stále dostatečný pro vývoj bez metabolické pomoci matky.

## Význam vejcoživorodosti
Vejcoživorodost je vlastně formou péče o potomstvo. Vajíčka jsou chráněna v bezpečném prostředí před predátory a dalšími škodlivými vlivy prostředí. U některých druhů vejcoživorodost představuje adaptaci na chladné klima, ve kterém by se nakladená vejce jen obtížně vyvíjela. Tuto teorii podporuje i fakt, že na jihu areálu ještěrky živorodé žijí populace kladoucí vejce líhnoucí se až po určité inkubační době (vejcorodost).